# Marieke Teunissen
M.C. (Marieke) Teunissen-Willemsen (Delft, 1977) is een Nederlands politica en bestuurster. Ze is lid van de VVD. Sinds 15 december 2022 is ze burgemeester van Scherpenzeel. 

## Biografie
Teunissen is geboren in Delft en groeide vanaf haar zesde op in Scherpenzeel waar haar ouders een café hadden. Ze volgde een opleiding in Schoonhoven en werkte een jaar als goudsmid. Tot haar wethouderschap was ze jarenlang werkzaam in het vastgoed en gebiedsontwikkeling en werkte zij tien jaar bij de gemeente Ede op het gebied van grondzaken. Teunissen werd in 2013 namens de VVD gemeenteraadslid in Renswoude. Voor de VVD was zij daar lijsttrekker tijdens de gemeenteraadsverkiezingen van 2018 en dat jaar werd zij er ook wethouder. Op 19 mei 2022 werd zij wethouder in Oudewater. Op 24 november dat jaar nam zij afscheid als wethouder van Oudewater.
Teunissen werd op 3 november 2022 door de gemeenteraad van Scherpenzeel voorgedragen als nieuwe burgemeester. Op 1 december dat jaar werd bekendgemaakt dat ze bij koninklijk besluit was benoemd met ingang van 15 december dat jaar. Op 15 december dat jaar vond ook de beëdiging en installatie plaats. Ze heeft openbare orde en veiligheid, algemene plaatselijke verordening, toezicht en handhaving, kabinetszaken, communicatie en voorlichting, commissie bezwaarschriften, algemeen juridische zaken, verkiezingen, bestuurlijke organisatie, regionale en externe betrekkingen, vluchtelingen asiel, statushouders en inburgering en participatie/inclusieve samenleving in haar portefeuille.
Teunissen heeft met haar man drie kinderen.